# Sikorsky S-67 Blackhawk
Le Sikorsky S-67 Blackhawk (en français : faucon noir) était un prototype d’hélicoptère d'attaque, construit en 1970 sur fonds privés par Sikorsky Aircraft Corporation. Biplace en tandem, conçu autour des systèmes de rotor et de transmission du Sikorsky S-61, il a été conçu pour le rôle d’hélicoptère d’attaque ou pour transporter jusqu'à huit soldats au combat.

## Conception

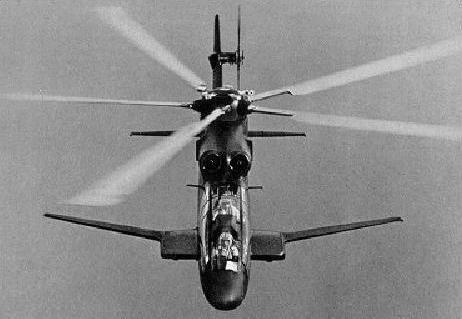
Le S-67 en vol.

Il est détruit lors d'un accident au salon aéronautique de Farnborough le 1er septembre 1974 en faisant une démonstration entraînant la mort de ses deux pilotes.

### Développement lié
- Sikorsky SH-3 Sea King

### Aéronefs comparables
- Bell 309 KingCobra
- Boeing AH-64 Apache
- Lockheed AH-56 Cheyenne
- Mil Mi-24